# Sugarbush Draft
Sugarbush Draft är en hästras av lite lättare kallblodstyp som avlades fram i USA efter den stora depressionen på 1930-talet. Sugarbush draft är en av de enbart två överlevande kallblodsraser som avlats fram i USA, tillsammans med american cream draft. Hästarna är alltid tigrerade och är lättare i kroppsbyggnaden än andra kallblodsraser vilket gör att den används som körhästar och tyngre ridhästar, även om de är utmärkta arbetshästar. Men idag är rasen väldigt ovanlig och det finns enbart ett fåtal hästar kvar, en hingst och ungefär ett dussin ston.

## Historia
Uppfödandet av Sugarbush Draft-hästarna inspirerades av de gamla kavallerihästarna som avlades fram underslutet av 1800-talet. 1877 hade det amerikanska kavalleriet tillfångatagit de indianer som tillhörde stammen Nez Perce. Denna stam var känd för sina tigrerade, prickiga hästar, bland annat föregångaren till dagens Appaloosa, samt deras officiella ras, Nez perce horse. Den amerikanska armén tog hand om dessa hästar men korsade ut många av dem med tyngre kallblodshästar och avkommorna såldes till jordbruken.
Efter den stora depressionen under 1930-talet användes arbetshästar för att återuppbygga jordbruken och man satte stort värde på bra hästar. Men under mitten av 1900-talet började jordbruken att mekaniseras och hästarna ersattes med traktorer och bilar. Tyngre arbetshästar såldes av och användes istället som körhästar för att dra vagnar åt turister eller vid bröllop. En av dessa företag ägdes av Everett Smith i Ohio. Everett Smith hade själv fötts under slutet av den stora depressionen och förstod vikten av bra hästar. Han ville även ha hästar som skulle skapa uppmärksamhet för hans företag. Under den här tiden hade Appaloosahästarna återuppfötts i stor skala och blev mycket populära och han såg att många av Appaloosahästarna visade drag från tyngre kallblod. Han började sin uppfödning med dessa Appaloosahästar och korsade ut dem med tyngre Percheronhästar av hög kvalité.
Under 1960-talet startades en annan uppfödning av Michael Muir, också dessa baserade på Appaloosan, men i och med det ökande intresset för ridsport var han mer inriktad på ridhästar av lättare typ som han kallade "Stonewall Sport Horse", även dessa med den prickiga, tigrerade färgen. Everett Smith och Michael Muir slog ihop sina uppfödningar. Michael Muir tog vara på de lättare avkommorna från Everett Smiths uppfödning och Everett Smith kunde använda Michael Muirs tigrerade hingstar för att avla på tyngre kallblodsston. Först 1982 var Everett Smith nöjd med sin uppfödning och gav hästarna namnet Sugarbush Draft, efter sitt vagnsföretag Sugerbush Hitch Co.
Rasen fick genast några entusiaster som köpte hästarna och korsade dem med andra kallblod som Clydesdale, Shirehästar och belgiska kallblod för att få fram andra typer av denna ras. Men precis som rasen började bli populär så började även kallblodshästar överlag att minska i popularitet till förmån för varmblodshästar som kunde användas inom ridsporten. Everett Smith menade själv att han hade nått sitt mål under början av 2000-talet när hingsten Sugarbush Harley Quinne föddes, en leopardtigrerad häst med 7/8 kallblod i sig. Men Harley dog redan 2006 och efterlämnade enbart en hingst efter sig, Sugarbush Harley's Classic O, den enda hingsten i stammen idag. Everett Smith fortsatte aveln fram till 2008 då han gick i pension.
Efter Everett Smiths pension lånades hela hjorden ut till ett stuteri i Whitesboro i Texas och även avelsföreningen "Sugerbush Draft Horse Breed Registry" flyttade dit och dessa samarbetade för att försöka återuppföda rasen och öka antalet individer inom rasen. Idag finns det dock bara en enda hingst kvar av Everett Smiths ursprungliga hjord och enbart ett dussintal ston vilket lett till att föreningen har delat upp registret i olika generationer beroende på rasrenhet där man kan registrera olika tigrerade hästar som kan användas i aveln. Även lättare tigrerade hästar kan registreras som en Stonewall Sport Horse.

## Egenskaper
Sugarbush draft-hästarna är lättare än den vanliga kallblodshästen, men fungerar som en tyngre ridhäst. Rasen har mycket bra gångarter som påminner om en varmblodshäst snarare än ett kallblod som oftast har lite mer släpande rörelser. Hästarna är lugna och lätthanterliga men är samtidigt väldigt arbetsvilliga. Då det är så få exemplar kvar av denna ras så kan utseendet variera något tills stammen ökat, bland annat mankhöjden som kan pendla mellan 150 och 170 men ligger främst runt 160–165 cm. Hästarna används idag främst som ridhästar och körhästar. Stonewall Sport Horse är lättare i typen och mer atletisk men innehar även de samma lugna temperament och även om de inte nått några riktigt stora framgångar än så fungerar de som nybörjare inom ridsporten. Avelns främsta syfte är att få fram en kallblodshäst med den prickiga färgen, kallat tigrerad. Hästarna har lite hovskägg på benen likt många andra kallblod, men de har även något längre hals i jämförelse.  

## Registrering
För att rädda rasen har man nu börjat utavla med andra kallbldoshästar av samma typ. Detta för att undvika inavel, utan att förlora de egenskaper som är önskvärda. Istället har avelsföreningen delat upp registren för att dela upp hästarna efter rasrenhet. För att få registreras måste vissa regler följas, och hästen får inte ha exteriöra fel eller för hett temperament. Hästar som inte har den tigrerade färgen är godkända för avel men föl registreras inte om den inte är tigrerade. 
Godkända kallblodsraser: 
- Brabanthäst
- Clydesdale
- Shirehäst
- American cream draft
- Percheron
- Suffolk punch

Om hästen visar dålig kroppsbyggnad eller har färgen skäck, är de inte godkända för registrering.

### Permanent - P
I detta register registreras föl som är ett resultat av korsning mellan en rasren Sugarbush-häst och en annan kallblodshäst. Även korsningar mellan tredje generationen och en redan registrerad häst är godkända i denna avdelning. Hästar i detta register får ett nummer som börjar med bokstaven P. 

### Första generationen - F1
Här registreras föl som är resultat av korsningar mellan Stonewall Sport Horse och en kallblodshäst, så länge fölet har minst 50% kallblodshäst i sig. Men dessa hästar måste korsas med kallblodshästar eller en Permanent-registrerad Sugarbush Drafthäst för att avkomman ska bli godkänd. Fölet får ett nummer som börjar med F1. 

### Andra generation - F2
Till andra generationen räknas föl som är avkomma mellan en Sugarbush Draft och en annan kallblodshäst med okänd härstamning. Fölet får då ett nummer som börjar med F2. 

### Tredje generationen - F3
Avkommor från korsningar mellan andra generationens och första generationens hästar registreras i denna avdelning och får då ett nummer som börjar med F3. Tredje generationens hästar kan korsas med första generationens hästar och avkomman blir då automatiskt permanent registrerad i första generation. 

### Foundation
Här registreras kallblodshästar som kan bevisa att de härstammar ur Appaloosa-hästar, antingen genom utseende eller en godkänd stamtavla. Dessa hästar genomgår dock en undersökning för att få godkännas. Hästarna måste uppvisa de egenskaper och ett utseende som eftersöks. Dessa hästar används för att sprida generna och undvika inavel. 

### Stonewall Sport Horse
Korsningar med mindre än 50 % kallblod i sig registreras som en Stonewall Sport Horse. Avkommor från en Stonewall Sport Horse kan accepteras som en Sugarbush om andelen kallblod är mer än 50 %. Dessa hästar kan även registreras i "International Patterned Sport Horse Registry", ett register för tigrerade sporthästar. 